# Aksjon
Aksjon – hipotetyczna cząstka subatomowa zaproponowana w teorii Peccei–Quinn w 1977, żeby wyjaśnić zachowanie symetrii CP w oddziaływaniach silnych, czyli m.in. brak obserwowalnego momentu dipolowego neutronu. Nie mają ładunku elektrycznego ani spinu.
Podobnie jak neutrina, aksjony nie mogą być obserwowane bezpośrednio. Jeżeli cząstki te istnieją, będzie można je zaobserwować dzięki specjalnemu zjawisku, mianowicie efektowi Primakoffa.
Obecne przewidywania teoretyczne ustaliły, że masa aksjonu mieści się w przedziale 10−3–10−2 eV/c².
Nazwę „aksjon” nadał hipotetycznej cząstce Frank Wilczek. Pochodzi ona od marki pewnego proszku do prania.

## Aksjony w kosmologii
Jeśli aksjony istnieją, mogą tworzyć ciemną materię (zarówno gorącą, jak i zimną). Mogłyby np. być pozostałością po Wielkim Wybuchu.
Aksjony pochodzące z gwiazd są ciekawe, ponieważ mogą przyspieszać „starzenie się” tych ciał niebieskich, odprowadzając z nich energię. Foton powstający w środku gwiazdy potrzebuje około od 10 000 do 170 000 lat (dla fotonu ze Słońca) na wydostanie się z jej wnętrza wraz z energią, którą jest obdarzony. Dzieje się tak, ponieważ cały czas zderza się z materią gwiazdy (w takich gęstościach fotony nie są cząstkami wolnymi, w przeciwieństwie do neutrin i aksjonów). Do tej pory nie zaobserwowano przyspieszonej ewolucji gwiazd, która mogłaby być spowodowana przez aksjony. Także obserwacje wybuchu supernowej SN 1987A nie zasugerowały silnego wpływu tych cząstek na starzenie się gwiazd. Stąd tak niska górna granica masy aksjonów. Im bowiem masywniejsze, tym silniej oddziałują z otoczeniem i większy na to otoczenie mają wpływ. Dolna granica z kolei została wyznaczona przez ich znaczenie kosmologiczne. Gdyby aksjony miały masę mniejszą od 0,001 eV/c², to nie miałyby znaczącego wpływu na średnią gęstość Wszechświata.
Fotony mogłyby się zamieniać w aksjony co wyjaśnia pociemnienie odległych supernowych, które obecnie tłumaczy się przyspieszaniem ekspansji wszechświata.
Zasugerowano również, że istnienie aksjonów rozwiązuje problem litu, czyli niezgodność pomiędzy teoretyczną a rzeczywistą ilością litu-7 we wszechświecie.
Masa aksjonów zależy także od ich źródła. We wczesnym wszechświecie powstawałyby aksjony małomasywne, natomiast w gwiazdach mogą powstawać aksjony bardziej masywne.
Aksjony mogą oddziaływać grawitacyjnie. Zgodnie z przewidywaniami teoretycznymi, aksjony złapane w halo galaktycznym mają średnią gęstość w przestrzeni 5·10−25 g/cm³. Stąd ich średnia ilość powinna wynosić około 1013 aksjonów na cm³.

## Fizyka cząstek elementarnych
W teoriach supersymetrycznych superpole chiralne tworzą zespolone pole skalarne i pole fermionowe. Ponieważ pole aksjonu jest polem rzeczywistym, poza fermionem aksinem powinien mu towarzyszyć saksjon (saksino), który byłby częścią urojoną pola zespolonego, którego częścią rzeczywistą byłby aksjon. Aksino może być najlżejszą cząstką supersymetryczną.
Istnienie aksjonów o odpowiedniej masie mogłoby tłumaczyć anomalny magnetyczny moment dipolowy mionu.